# Ano Internacional do Espaço
O Ano Internacional do Espaço foi estabelecido como sendo o de 1992, para comemorar os 500 anos do Descobrimento da América O tema principal do evento foi estabelecer um fórum "Missão do Planeta Terra", com o fito de observar a partir do espaço a Terra como o único ambiente planetário conhecido que contém vida.

## Histórico
Este evento foi proposto pelo senador estadunidense pelo Havaí, Spark Matsunaga, no ano de 1985, como lembrança ao quinto centenário da viagem de Cristóvão Colombo que resultou na descoberta do Continente Americano pelos europeus.
Foi constituído um Foro de Agências espaciais, que planejaram dez projetos individuais sobre o tema principal "Planeta Terra".

## Eventos
Alguns eventos fizeram, direta ou indiretamente, parte dos propósitos deste Ano Internacional, como:
- Em 18 de fevereiro de 1993, ainda como parte do Ano Internacional do Espaço, foi lançado no Centro Espacial de Kagoshima, no Japão, uma experiência visando compreender o funcionamento das emissões de microondas no espaço e na ionosfera (Microwave Energy Transmission in Space - ISY-METS).[3]
- A CSIRO australiana conduziu o Land Cover Change Project (Projeto de Cobertura das Mudanças Terrenas).[2]
- Neste ano foi inaugurado o Observatório Astronômico de Piracicaba, na cidade brasileira de Piracicaba.[4]